# Cattedrali in Bosnia ed Erzegovina
Questa è una lista delle cattedrali in Bosnia ed Erzegovina.

## Cattedrali cattoliche
| Cattedrale                                                                | Arcidiocesi o Diocesi         | Località   | Dedicazione     | Immagine |
| ------------------------------------------------------------------------- | ----------------------------- | ---------- | --------------- | -------- |
| Cattedrale di San Bonaventura Katedrala svetog Bonaventure                | Diocesi di Banja Luka         | Banja Luka | San Bonaventura |          |
| Cattedrale di Santa Maria Madre della Chiesa Katedrala Marije Majke Crkve | Diocesi di Mostar-Duvno       | Mostar     | Vergine Maria   |          |
| Cattedrale del Sacro Cuore Katedrala Srca Isusova                         | Arcidiocesi di Vrhbosna       | Sarajevo   | Gesù            |          |
| Cattedrale della Natività di Maria Katedrala Male Gospe                   | Diocesi di Trebigne e Marcana | Trebigne   | Vergine Maria   |          |

## Cattedrali ortodosse (Chiesa ortodossa serba)
| Cattedrale                                                                   | Arcidiocesi o Diocesi             | Località          | Dedicazione           | Immagine |
| ---------------------------------------------------------------------------- | --------------------------------- | ----------------- | --------------------- | -------- |
| Cattedrale della Natività di Maria Saborna Crkva Rođenja Presvete Bogorodice | Metropolia di Dabar-Bosnia        | Sarajevo          | Vergine Maria         |          |
| Cattedrale di Cristo Salvatore                                               | Eparchia di Banja Luka            | Banja Luka        | Gesù                  |          |
| Cattedrale della Santa Trasfigurazione                                       | Eparchia di Zahumlje e Erzegovina | Trebigne          | Gesù                  |          |
| Cattedrale della Santa Trinità                                               | Eparchia di Zahumlje e Erzegovina | Mostar            | Trinità               |          |
| Cattedrale dell'Ascensione                                                   | Eparchia di Zahumlje e Erzegovina | Nevesinje         | Ascensione            |          |
| Cattedrale dei Santi apostoli Pietro e Paolo                                 | Eparchia di Bihac e Petrovac      | Bosanski Petrovac | Santi Pietro e Paolo  |          |
| Cattedrale dei nuovi martiri serbi                                           | Eparchia di Zvornik e Tuzla       | Zvornik           |                       |          |
| Concattedrale della Pentecoste                                               | Eparchia di Bihac e Petrovac      | Bihać             | Pentecoste            |          |
| Concattedrale della Natività di San Giovanni Battista                        | Eparchia di Bihac e Petrovac      | Šipovo            | San Giovanni Battista |          |